# ラモン・カルデロン

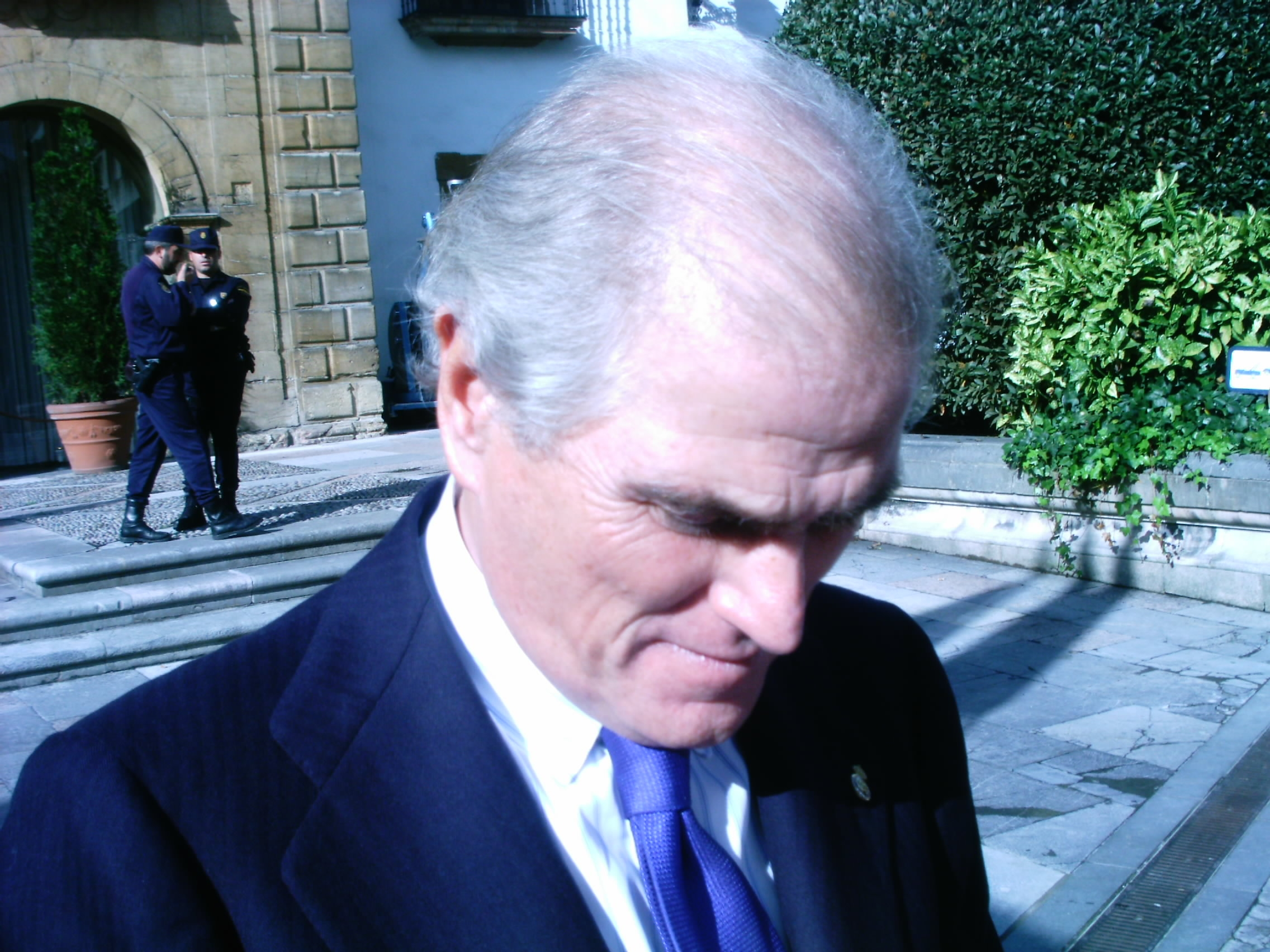
ラモン・カルデロン

ホセ・ラモン・カルデロン・ラモス（José Ramón Calderón Ramos、1951年5月26日 - ）は、スペイン・パレンシア出身の弁護士。1979年よりレアル・マドリードのソシオであり、2006年から2009年までレアル・マドリードの会長を務めた。

## 経歴
1975年にナバーラ大学法学部を卒業。その後、マドリードで弁護士事務所を構えた。
2002年にレアル・マドリードの重役メンバーとなった他、レアル・マドリード・バロンセストの責任者も務めた。
2006年にレアル・マドリードの会長選に立候補。8,344票を獲得して8,098票のフアン・パラシオスを僅差で下し、会長となった。その後、元選手であるプレドラグ・ミヤトヴィッチをスポーツディレクターとし、かつてレアル・マドリードを率いてリーガ優勝を果たしたファビオ・カペッロを監督に招聘した。カルデロンはセスク・ファブレガス、アリエン・ロッベン、カカの獲得を公約としていたが、結果的に加入したのはロッベンのみであった。
2007年1月16日、マドリードの大学で講演を行った際、ロサンゼルス・ギャラクシーへの移籍が決定したデビッド・ベッカムを始めクラブや選手、ファンらを批判した。その講演は録音されてスペインのラジオ番組で流され、問題となった。
2009年1月、カルデロンにクラブ総会での不正投票操作疑惑が浮上。同年1月16日、カルデロンはその責任および混乱収拾のため会長職を辞任した。